# Attica
L'Attica (in greco: Αττική, Attikí; in greco antico: Ἀττική?, Attiké) è una regione storica dell'antica Grecia che comprende l'omonima penisola che si protende nel Mar Egeo. L'omonima regione amministrativa greca, di cui Atene è il capoluogo, comprende un'area più vasta della regione storica Attica. Secondo la mitologia greca essa deve il suo nome ad Attide, figlia del mitico re Cranao. Secondo un'altra teoria il nome deriverebbe dalla parola actè, ακτή - costa - e quindi il suo aggettivo acteké, actiké, ακτική ossia "terra delle coste".

## Geografia

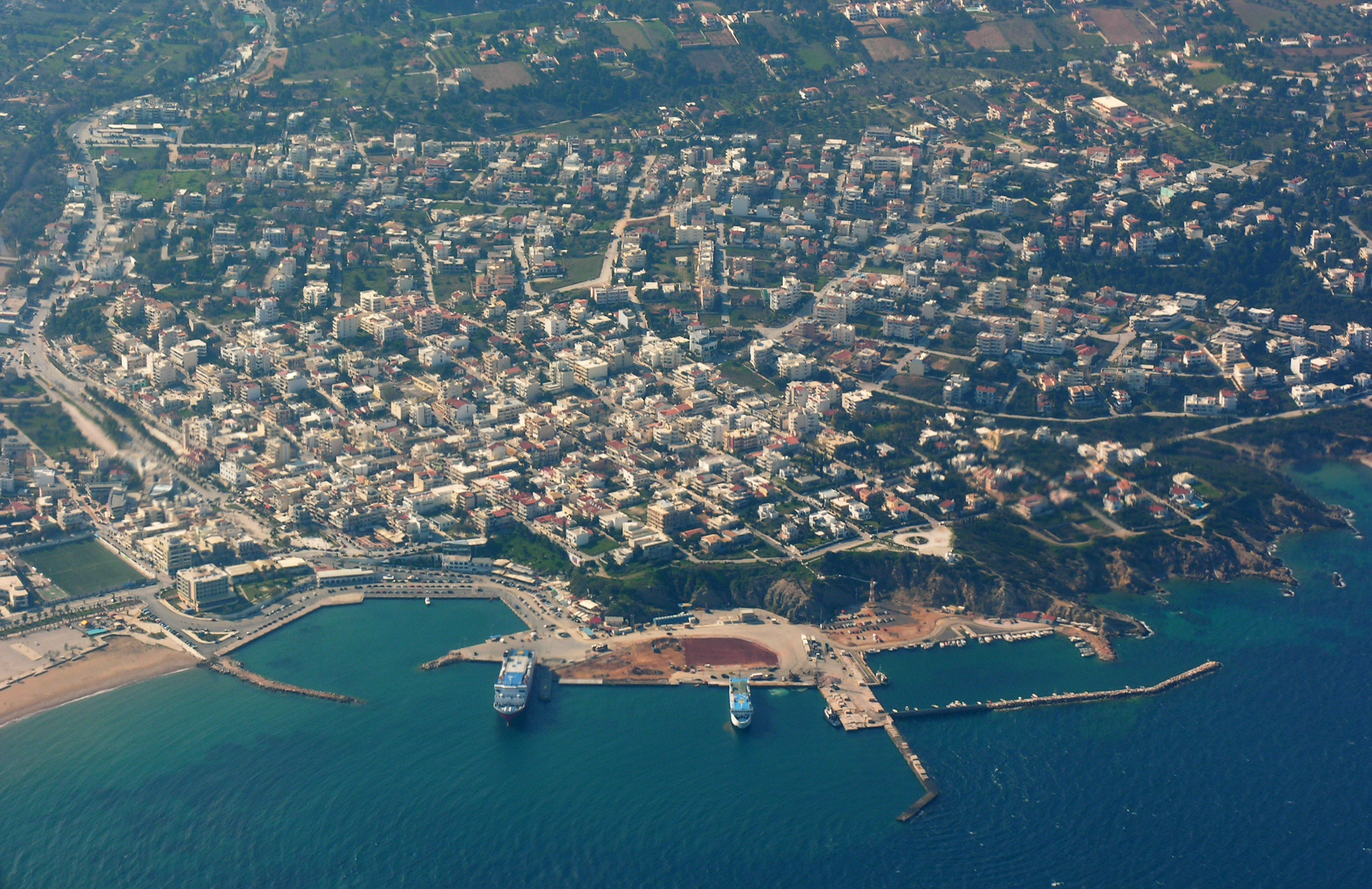
Panorama di Rafina

L'Attica è una penisola del Mar Egeo prevalentemente montuosa. Il bacino dove è situata la capitale è delimitato dal monte Imetto a est, dal monte Pendeli a nord e dai monti Aigaleo a ovest. Il monte Parnete separa l'Attica dalla Beozia, il toponimo Mesogea (letteralmente: "terra di mezzo") indica la pianura a est del monte Imetto, dove è stato costruito l'aeroporto internazionale di Atene.

### Antichità

Mappa dell'Attica nell'antichità

## Clima
Il clima è tipicamente mediterraneo con estati asciutte e inverni miti: le precipitazioni nevose non sono infrequenti. Le precipitazioni piovose variano dai 270 mm a più di 1000 mm l'anno. La temperatura massima registrata è stata di 48 °C a Elefsina e Tatoi.

## Città
- Arma
- Aulone
- Eunostide